# Jasper, pingouin explorateur

Jasper, pingouin explorateur est un film d'animation allemand réalisé par Eckart Fingberg et Kay Delventhal en 2008, sorti en France le 16 décembre 2009.
Ce film est adapté de la série d'animation Jasper le Pingouin.

## Synopsis
Pour tous les pingouins, le monde se résume à une étendue d'icebergs, et au-delà rien, le vide. Pour tous les pingouins sauf un : Jasper ! Sa curiosité l'amène à embarquer sur un paquebot pour un voyage mouvementé vers les premières terres australes. Avec l'aide d'Emma, l'audacieuse petite fille du capitaine, et Kakapo, un oiseau aussi froussard que bavard, Jasper parvient à déjouer le plan diabolique du Docteur Block. Mais parviendra-t-il à prouver aux siens que le monde est plus vaste qu'ils ne l'avaient cru ?

## Fiche technique
- Titre original : Jasper und das Limonadenkomplott
- Titre international : Jasper: Journey to the End of the World
- Titre français : Jasper, pingouin explorateur
- Réalisation : Eckart Fingberg, Kay Delventhal
- Scénario : John Chambers, Eckart Fingberg, Michael Mädel
- Production : Sunita Struck, Andreas Messerschmidt
- Société de distribution : BAC Films (France)
- Pays d'origine :  Allemagne
- Langue originale : allemand et anglais (pour l'international)
- Durée : 80 minutes
- Date de sortie :
  -  Allemagne : 2 octobre 2008
  -  France : 16 décembre 2009

## Distribution

### Voix originales
- Malte Arkona : Jasper
- Rufus Beck : Kakapo
- Christoph Maria Herbst : Dr Bloch
- Torsten Lennie Münchow : Rolf
- Manou Lubowski : le père de Jasper
- Katrin Fröhlich : la mère de Jasper
- Gerhard Jilka : le pingouin no 2, le passager Herbert

### Voix françaises
- Kelyan Blanc : Jasper
- Bruno Magne : Kakapo
- Bonnie Lener : Emma
- Michel Tureau : Dr Bloch et Rolf
- Bernard Alane : le capitaine
- Yann Peira : le professeur pingouin
- Anne Lanco : la mère de Jasper
- Michael Aragones : le père de Jasper
- Natacha Delmon-Casanova / Benjamin Gasquet : voix additionnelles

Source : Version originale et version française sur AlloCiné